# Chaunax abei
Chaunax abei es una especie de pez del género Chaunax, familia Chaunacidae. Fue descrita científicamente por Le Danois en 1978.
Se distribuye por el Pacífico Noroccidental. La longitud estándar (SL) es de 30 centímetros. Habita en la zona sublitoral a batial superior. Puede alcanzar los 500 metros de profundidad.
Está clasificada como una especie marina inofensiva para el ser humano.